# César Yáñez Centeno Cabrera
César Alejandro Yáñez Centeno Cabrera (Colima, 2 de junio de 1963) es un comunicólogo y político mexicano, miembro del partido Morena. Fue subsecretario de Desarrollo Democrático, Participación Social y Asuntos Religiosos y Coordinador General de Política y Gobierno, ambos cargos durante el sexenio del presidente Andrés Manuel López Obrador entre 2018 y 2024. 
Es hermano de Ismael Yáñez Centeno, quien fuera diputado en la LIV Legislatura del Congreso de la Unión de México y de la diputada Claudia Yáñez Centeno. En el gobierno de Claudia Sheinbaum se desempeñará como Subsecretario de Gobierno de la Secretaría de Gobernación.

## Biografía
Nació en la ciudad de Colima, Colima. Egresó de la Licenciatura en Comunicación de la Universidad Autónoma Metropolitana.

## Trayectoria política
En 1994 trabajó para el entonces presidente del Partido de la Revolución Democrática, Porfirio Muñoz Ledo. Conoció a Andrés Manuel López Obrador en el año 1997 cuando ambos militaban en el Partido de la Revolución Democrática. 

### Director general de Comunicación Social del Distrito Federal (2000-2005)
Cuando López Obrador asume como Jefe de Gobierno, fue nombrado director de Comunicación Social del Gobierno del Distrito Federal del 2000 al 2006. Durante las elecciones federales de 2006 fue el coordinador de Comunicación Social de la campaña presidencial de Andrés Manuel López Obrador y posteriormente formó parte de su “gobierno legítimo”.
Durante las elecciones federales de 2012 asumió como Coordinador de Comunicación Social y Vocero de la campaña presidencial de López Obrador. De igual forma, durante las elecciones federales de 2018 asumió como Vocero de la campaña presidencial.

### Secretario de Comunicación, Prensa y Propaganda del Movimiento Regeneración Nacional (2015-2020)
En 2015 asume como secretario de Comunicación y Difusión del Comité Ejecutivo Nacional de Morena, y como tal crea el periódico Regeneración, del que fue su director. Entre 2016 y 2017 formó parte de la Asamblea Constituyente de la Ciudad de México, siendo presidente de la Comisión de Pueblos y Barrios Originarios y Comunidades Indígenas de la misma.

### Coordinador General de Política y Gobierno de México (2018-2022)
Desde el 1 de diciembre de 2018 hasta el 29 de junio de 2022 fue Coordinador General de Política y Gobierno del Gobierno de la República durante la administración de Andrés Manuel López Obrador.